# Dohrniphora biseriata
Dohrniphora biseriata är en tvåvingeart som beskrevs av Borgmeier 1960. Dohrniphora biseriata ingår i släktet Dohrniphora och familjen puckelflugor. Inga underarter finns listade i Catalogue of Life.